# Thouinia
Thouinia es un género de plantas de la familia Sapindaceae. Contiene 67 especies

## Especies seleccionadas
- Thouinia acuminata'
- Thouinia acunae
- Thouinia adenophora
- Thouinia australis
- Thouinia baracoensis
- Thouinia brachybotrya
- Thouinia canescens
- Thouinia clarensis
- Thouinia dentata
- Thouinia nervosa (A.Rich.) Griseb. - caja[1]
- Thouinia portoricensis Radlk. (1893)
- Thouinia simplicifolia
- Thouinia trifoliata Poit. [=Thyana trifoliata (Poit.) Ham.] - chicharroncillo de costa[1]